# Richard Linde (Heimatforscher)
Richard Linde (* 21. Juli 1860 als Heinrich August Richard Linde in List bei Hannover; † 17. September 1926 in Stendal) war ein deutscher Heimatforscher.

## Leben
Linde studierte in Tübingen und Göttingen Latein, Griechisch und Deutsch. Er wurde Mitglied des Philologisch-Historischen Vereins Göttingen im Naumburger Kartellverband. In Göttingen promovierte er 1885 über die Argonautika von Apollonios von Rhodos, seine Dissertationsschrift verfasste er auf Lateinisch. Danach war er zwei Jahre als Lehrer am Katharineum zu Lübeck tätig, von wo er 1887 an das Johanneum nach Hamburg wechselte, wo er fünf Jahre blieb. Von 1893 bis zu seinem Ruhestand 1925 lehrte er dann weiter in Hamburg als Oberlehrer am Wilhelm-Gymnasium. In dieser Funktion wurde ihm 1905 der Titel Professor verliehen. Seine Schriften über die Lüneburger Heide und die Niederelbe erschienen in vielfachen Auflagen. Linde starb bei einer Reise durch die altmärkische Heide an einem Herzinfarkt in Stendal, sein Wohnort war bis zu seinem Tod im Alter von 66 Jahren Hamburg. Linde war verheiratet mit Fanny Nowack, sie hatten vier Kinder.
Zu Lebzeiten wurde Linde vom Hamburger Senat 1908 mit der Großen goldenen Ehrendenkmünze ausgezeichnet. In Hamburg wurde 1949 der Richard-Linde-Weg in Lohbrügge nach ihm benannt, danach auch die Stadtteilschule Richard-Linde-Weg.

## Schriften

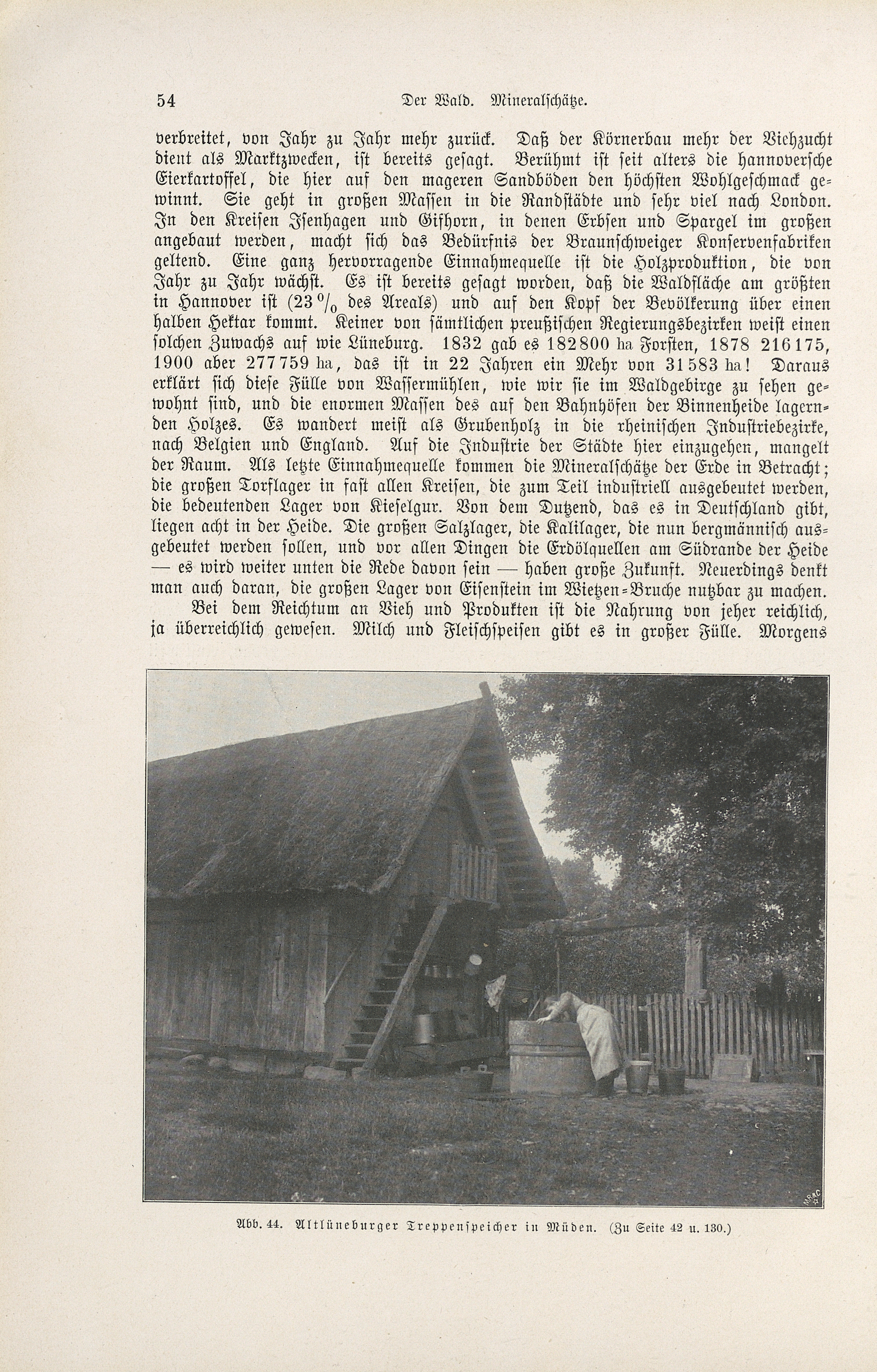
Ausschnitt aus „Die Lüneburger Heide“ von 1904

- Aus dem Sachsenwalde. Meißner, Hamburg 1896.
- Die Lüneburger Heide. Velhagen & Klasing, Bielefeld & Leipzig 1904.
- Die Niederelbe. In: Ernst Ambrosius (Hrsg.): Land und Leute. Monographien zur Erdkunde. 4. Auflage. Band 28. Velhagen & Klasing, Bielefeld & Leipzig 1912 (archive.org [abgerufen am 4. Oktober 2019] mehrere Auflage).
- Die Elbinsel Krautsand. Augustin, Glückstadt 1910.
- Alte Kulturstätten : Bilder aus Ägypten, Syrien, Palästina und Griechenland. Velhagen & Klasing, Bielefeld & Leipzig 1911, urn:nbn:de:bsz:14-db-id19058420749.
- Der Alte vom Walde : ein Bismarck-Gedenkbuch. Velhagen & Klasing, Bielefeld & Leipzig 1927.